# O Homem Nu
O Homem Nu é um livro de crônicas e contos do escritor brasileiro Fernando Sabino, publicado em 1960 pela Editora do Autor, fundada por ele, Rubem Braga e Walter Acosta.
Quarenta crônicas e pequenos contos formam o livro, que traz reflexões sobre o cotidiano. Uma das crônicas, a que dá o título ao livro - O Homem Nu -, fala sobre um homem que, ao ir apanhar o pão, se vê do lado de fora do apartamento completamente nu, sem conseguir entrar. Outra crônica é sobre um delegado às voltas com um crime de morte em que não há nem assassinos nem assassinados.

## Cinema
O conto teve duas adaptações para o cinema, uma em 1968, dirigida por Roberto Santos e protagonizada por Paulo José, e outra em 1997, dirigida por Hugo Carvana com Cláudio Marzo no papel-título.